# Franc Posel
Franc Posel, slovenski kemik, * 24. marec 1964, Maribor.

## Življenjepis

### Šolanje
Leta 1982 je maturiral na II. gimnaziji v Mariboru. Po služenju vojaškega roka (1982/83) je pričel s študijem kemijske tehnologije in oktobra 1987, na začetku absolventskega obdobja, diplomiral na sedanji Fakulteti za kemijo in kemijsko tehnologijo - (FKKT), ki je članica Univerze v Mariboru. Po diplomi se je zaposlil na isti fakulteti in nadaljeval podiplomski študij v okviru gibanja "Znanost Mladini", ki ga je zaključil z magisterijem v letu 1991.

### Zaposlitev
Decembra 1990 je pričel delovati na področju varovanja okolja v občinskih Upravnih organih v Mariborski občini, kjer je ostal do konca januarja 1996. V tem času se je ukvarjal s problemi onesnaženosti zraka v Mariboru, varstvom pred hrupom ter kasneje bil tudi vodja odseka za varstvo okolja. V sodelovanju v okviru mednarodnih projektov ob uveljavljanju Slovenije je sodeloval tudi v pregledu obremenjenosti Slovenije, ki jo za Svetovno banko pripravljala skupina Stanley Consultants in bil kasneje nosilec projekta za pripravo aktivnosti za mednarodni razpis za kolektor in čistilno napravo za odpadne vode, kar se je ob sodelovanju Evropske banko za obnovo in razvoj (EBRD) pričel v februarju 1994.
V februarju 1996 je pričel z delom na Inštitutu za varstvo pri delu in varstvo okolja v Mariboru (IVD), kot vodja Centra za ekologijo in varstvo okolja, kjer se je invalidsko upokojil maja 2008.
V času službovanja je še naprej sodeloval z Ministrstvom za okolje in prostor pri pripravi zakonodaje in podzakonskih aktov na področju varovanja okolja ter Ministrstvom za delo, družino in socialne zadeve pri ustvarjanju zakonodaje na področju varnosti in zdravja pri delu.
Ves čas je bil aktiven tudi pri uveljavljanju skupine, ki jo je vodil, tako, da je v letu 2004 prvič prejela tudi akreditacijo za večino področij, kjer je bila za nadaljevanje prejetja pooblastila za meritve in monitoringe na področju zraka, hrupa in gradbene fizike zahtevana tudi ta.
Franc Posel je tudi predsednik društva Pogum - društvo za dostojanstvo pri delu.

## Pomembnejša dela

### Izvirni znanstveni članki
1. HUNEK, József, GAL, Štefan, POSEL, Franc, GLAVIČ, Peter. Separation of an azeotropic mixture by reverse extractive distillation; AIChE j., 35 (1989), 7 ; str. 1207-1210. DOI: 10.1002/aic.690350718 (COBISS)
2. KNEZ, Željko, POSEL, Franc. Ekstrakcija vodnih raztopin in trdnih substanc s superkritičnim CO2; Hemijska industrija : časopis Saveza hemičara i tehnologa Jugoslavije : žurnal Sojuza himikov i tehnologov Jugoslavii : journal of the Federation of Chemists and Tehnologists of Yugoslavia. Beograd: Savez hemičara i tehnologa Jugoslavije, 1947-, 43 (1989) 11-12 ; str. 445-449. (COBISS)

### Pregledni članki
1. POSEL, Franc. Onesnaženost zraka z azbestom v delovnem in bivalnem okolju = Air pollution with asbestos in workplace and residential environment. Sanitas et labor, 2001, letn. 1, št. 1, str. 37-47. (COBISS)

### Objavljeni znanstveni prispevek na konferenci
1. POSEL, Franc, GLAVIČ, Peter. Separation of a multicomponent water / Cl-C5 alcohol mixture by reverse-extractive-distillation. V: GOLOB, Janvit (ur.), GLAVIČ, Peter (ur.), GRILC, Viktor (ur.), KNEZ, Željko (ur.). Zbornik referatov s posvetovanja Destilacija-ekstrakcija-absorpcija, Maribor, 20. in 21. oktobra l987. Maribor: Sekcija za kemijsko in procesno tehnologijo Slovenskega kemijskega društva, 1987, str. K 1-9. (COBISS)
2. KNEZ, Željko, POSEL, Franc, SENČAR, Peter, DOLEČEK, Valter, KRMELJ, Igor. Supercritical extraction of biologically active substances from water solution. V: Strategies 2000. preprints II, sessions 6.1-7.7 / 4th World congress of chemical engineering, Karlsruhe/Germany 16-21 June 1991. - [S.l.] : [s.n.], 1991. - Str. II/7.3-2. (COBISS)
3. POSEL, Franc. Air pollution in the city of Maribor and in Slovenia : review of impacts and results. V: 2nd International Symposium and Exhibition on Environmental Contamination in Central and Eastern Europe, September 20-23, 1994, Budapest, Hungary. Symposium proceedings. Budapest: [s.n.], 1994, str. 838-841. (COBISS)
4. POSEL, Franc, SAJKO, Marjan, HOMŠAK, Marko. Practical case of emission measurement from industrial stationary source according to new regulation; CEM98 : International conference on emissions monitiring, 22-24 april 1998, National Physical Laboratory, Teddington, UK. London: IEA Coal Research, The Clean Coal Centre, 1998, str. 28-33. (COBISS)
5. POSEL, Franc, KRANJC, Andreja, IVANOVSKI, Igor, PEČNIK POSEL, Simona. New regulation of stationary source emission according to negotiations with EU; International conference on emissions monitoring [also] CEM 2001, 25-27 April 2001, Arnhem, The Netherlands. Proceedings. IEA Coal Research, The Clean Coal Centre, 2001, 4 str. (COBISS)

### Strokovna monografija
1. SMAKA-KINCL, Vesna, ČANČ, Brigita, POSEL, Franc, KUS, Zoran. Poročilo o varstvu okolja 1991 [občine Maribor]. Maribor: Izvršni svet SO, OVOUPPZ, Referat za varstvo okolja, 1992. 93 str., ilustr. (COBISS)
2. ČANČ, Brigita, SMAKA-KINCL, Vesna, POSEL, Franc, KUS, Zoran. Občina Maribor, Poročilo o varstvu okolja 1992. Maribor: Izvršni svet SO, Varstvo okolja, 1993. XII, 91 str., ilustr. ISBN 961-90029-0-3. (COBISS)
3. ČESEN, Tanja, DAMEJ-PAUKO, Mirjana, KEČANOVIĆ, Bećir, MORDEJ, Alenka, PEČNIK POSEL, Simona, POSEL, Franc, URDIH LAZAR, Tanja, GANTAR, Pavel, ČEBAŠEK-TRAVNIK, Zdenka, GERMIČ, Ljubo, DODIČ-FIKFAK, Metoda, BÖHM, Lučka, POSEL, Franc (ur.). Mobing, trpinčenje, šikaniranje,--- : nekaj usmeritev za pogum pri ohranjanju dostojanstva. Ljubljana: Pogum - društvo za dostojanstvo pri delu, 2009. 40 str. ISBN 978-961-92606-0-9. (COBISS)

### Polemika, diskusijski prispevek
1. DREV, Janez, POSEL, Franc. Mariborski vdih - kaj je to?! : Maribor je s svojim zrakom eno najbolj onesnaženih mest v Sloveniji. Večer (Marib.). [Tiskana izd.], 27. dec. 1990, letn. 46, str. 7. (COBISS)
2. POSEL, Franc, Sobotna priloga dnevnika Večer, Od petka do petka, Večer, 21.6.2008; Franc Posel, Največji uspeh je, da je šikaniranje na delovnem mestu kaznivo dejanje[mrtva povezava], 1 str. (COBISS).